# Переступень дводомний
{{#ifeq:0|0|{{#if:|{{#if:Bryoniadioica|[[]}}|}}}}
Переступень дводомний (Bryonia dioica) — вид рослини родини гарбузові.

## Назва
В англійській мові має назву «білий переступень» (англ. white bryony).

## Будова
В'юнка рослина трав'яниста до 5 м довжини. Кріпиться до підпірок вусиками, що виростають з піхв листків. Надземна частина відмирає після дозрівання плодів. Підземне кореневище зимує до наступного року. Стебло досить крихке, з короткими колючими волосинами, розгалужене при основі. Листок долончастий поділяється на п'ять загострених лопатей, з яких центральний — найдовший. Маленькі зеленувато-білі квіти з'являються групами по 3–4 пізнього літа. Плід — ягода, що червоніє разом з бліднішанням листків, містить 6 великих сіро-жовтих насінин з чорними цятками. Сік ягоди має неприємний запах.

## Поширення та середовище існування
Зростає у європейських лісах.

## Практичне використання
Використовується в народній медицині.
В середньовічній Європі з нього готували ліки проти лепри.

## На марках
Зображена на марці НДР 1982 року.

## Галерея

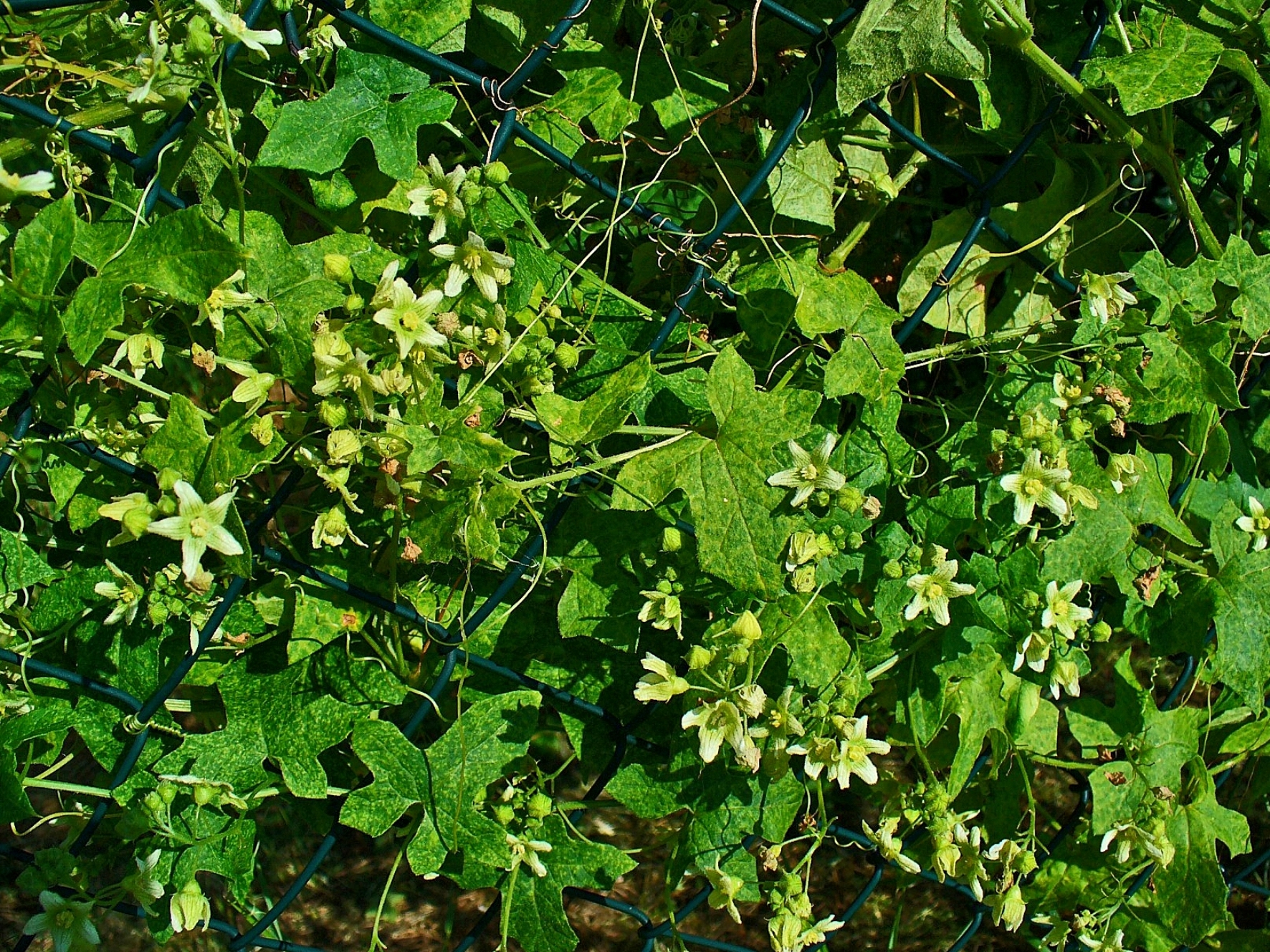
Листя та квіти
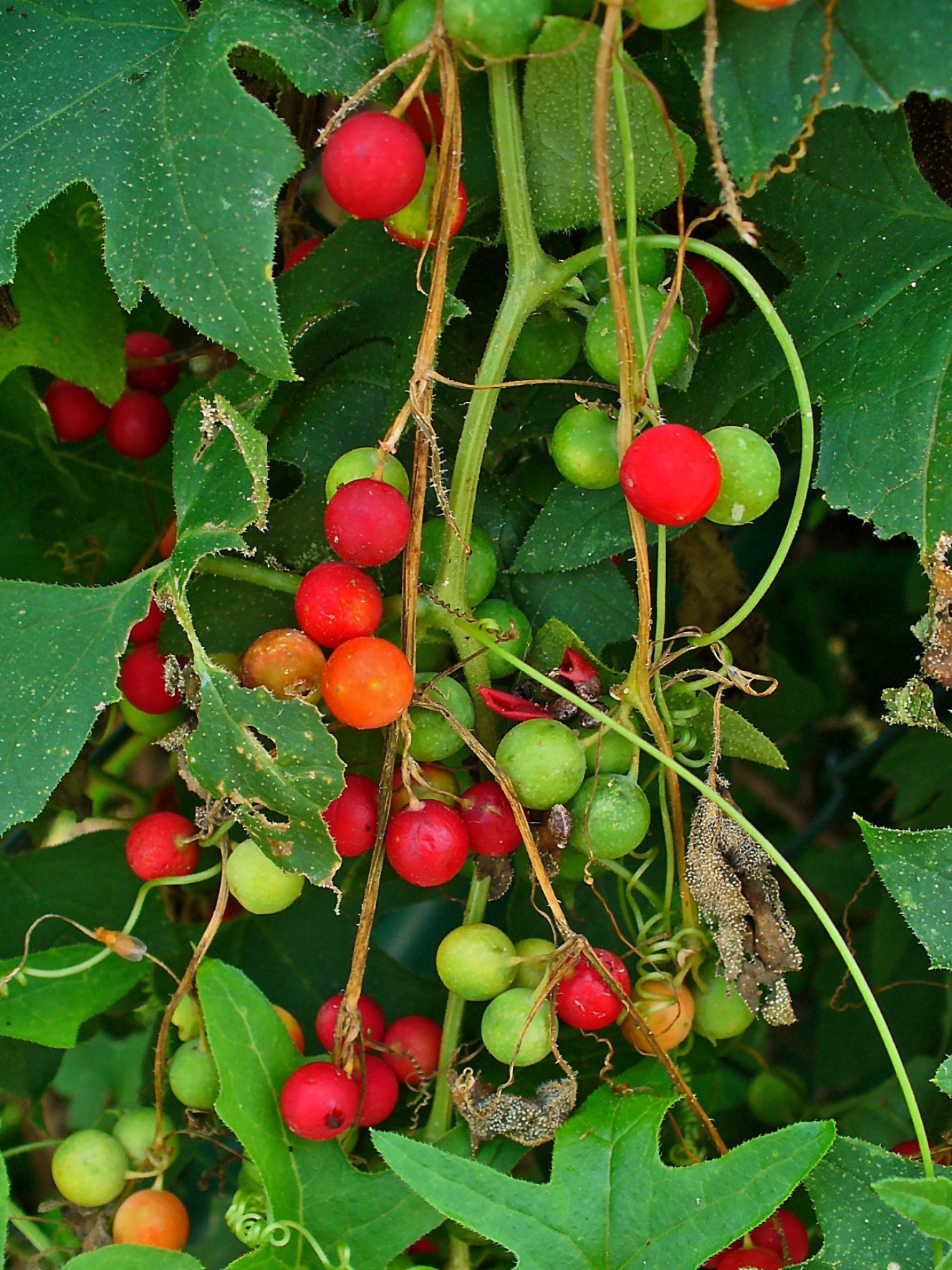
Плоди
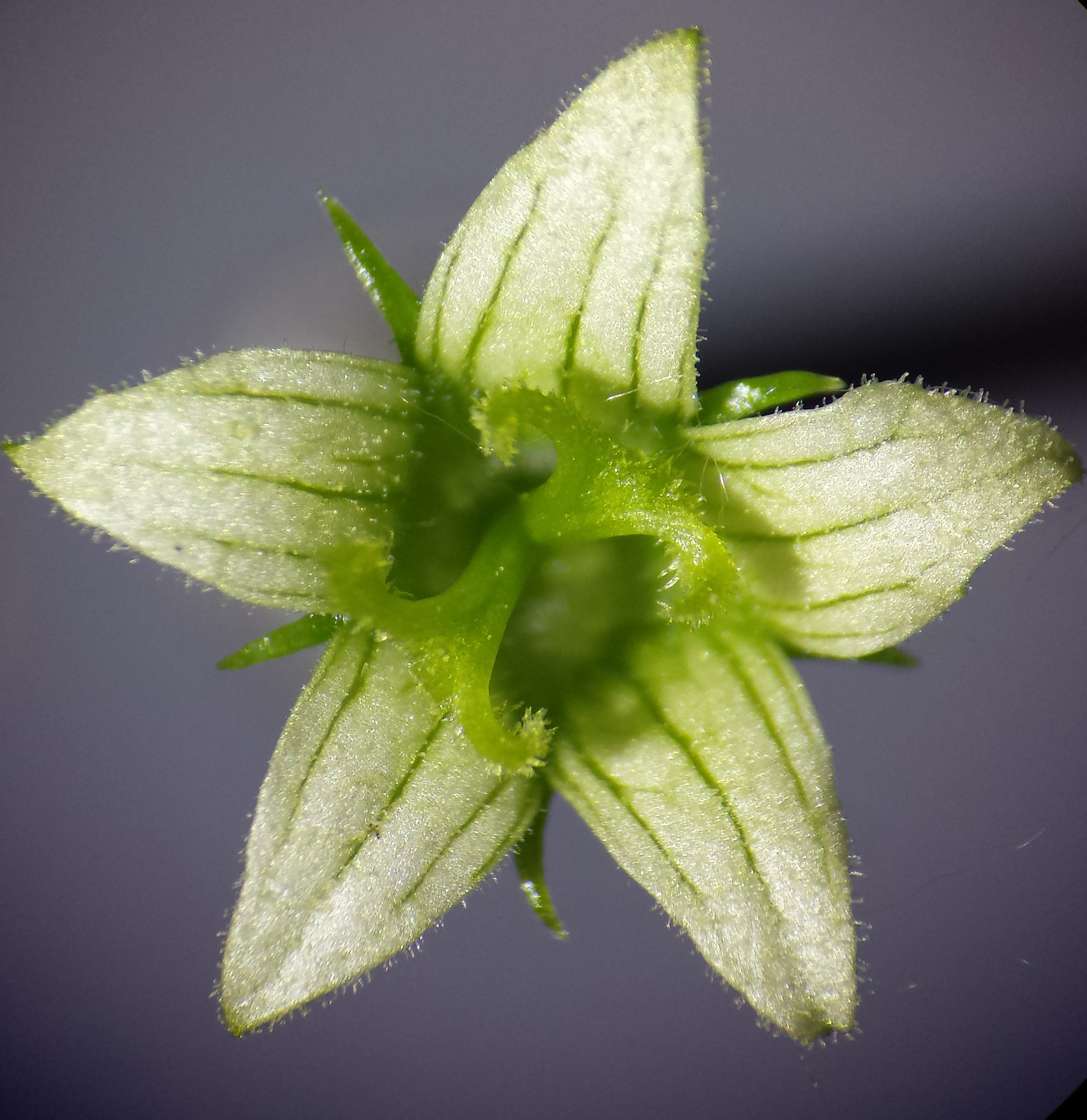
Квітка
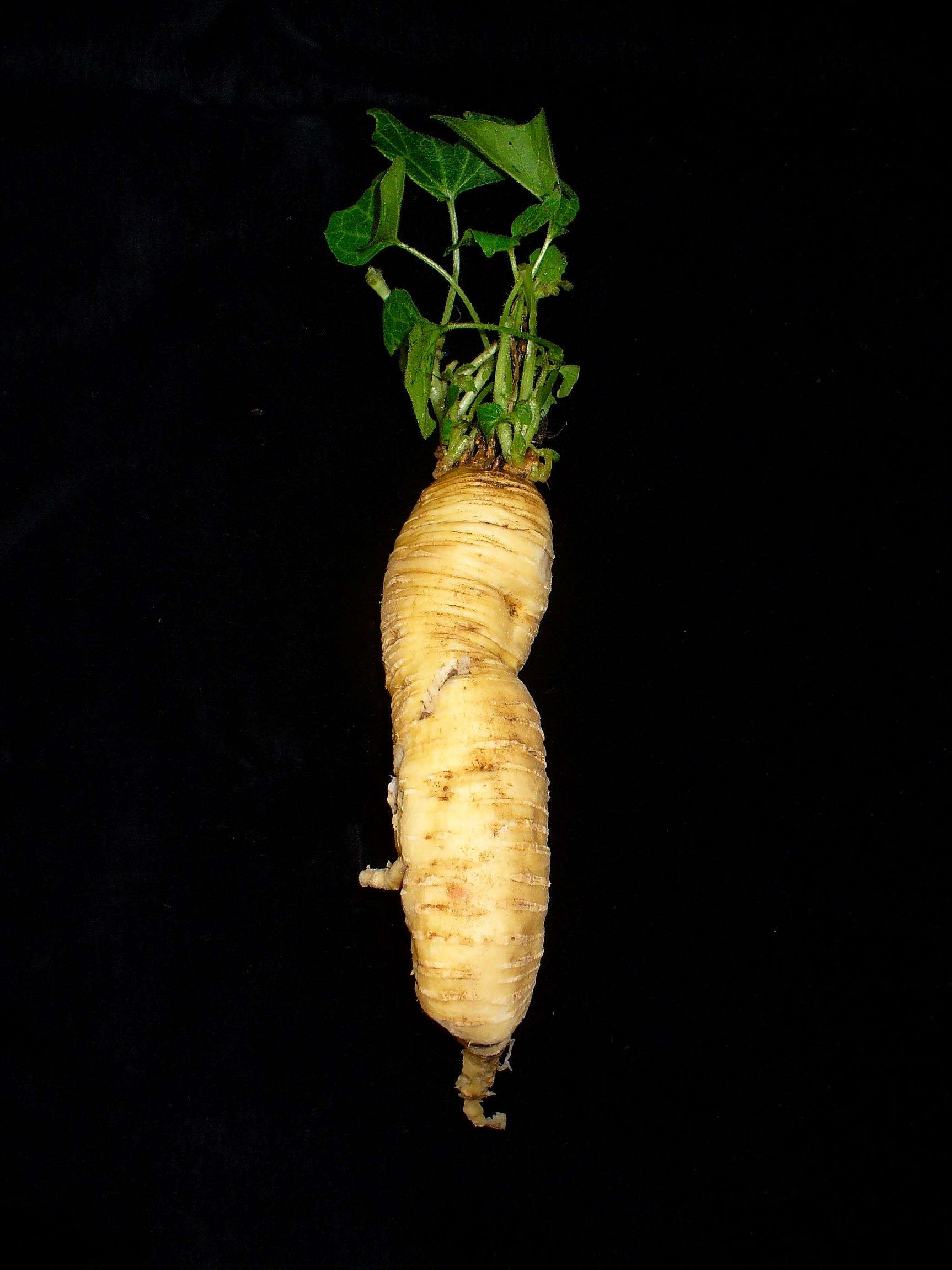
Корінь